# À espera dos barcos (Marques de Oliveira)
À espera dos barcos é uma pintura a óleo sobre tela do artista português da corrente do Naturalismo João Marques de Oliveira (1853-1927) datada de 1892 e que está atualmente no Museu do Chiado, em Lisboa.
À espera dos barcos é uma pintura de costumes representando as mulheres familiares dos pescadores que aguardam na praia pelo regresso deles da faina do mar, e tratando-se da praia da Póvoa de Varzim, a pintura representava os momentos de ansiedade diária da família dos pescadores marítimos daquele tempo.

## Descrição
Em primeiro plano vê-se uma rapariga sentada na areia à beira-mar da praia da Póvoa de Varzim, virada de perfil para a direita, descalça, com um lenço amarelo cobrindo o cabelo escuro, vestindo uma camisola escura e uma saia comprida. Unindo as duas mãos junto do joelho esquerdo, com uma face rosada pelo sol, olha inexpressivamente para o mar.
Mais atrás, sentadas na areia, estão outras mulheres com crianças, ou carregando cestos, que esperam também que os seus maridos, namorados e pais pescadores regressem com os seus barcos da labuta diária e perigosa no mar.
Mais além, vê-se a rebentação das ondas junto do areal molhado e no horizonte calmo do fundo o perfil de alguns moinhos, habitações e barcos parados na areia.

## Estudos

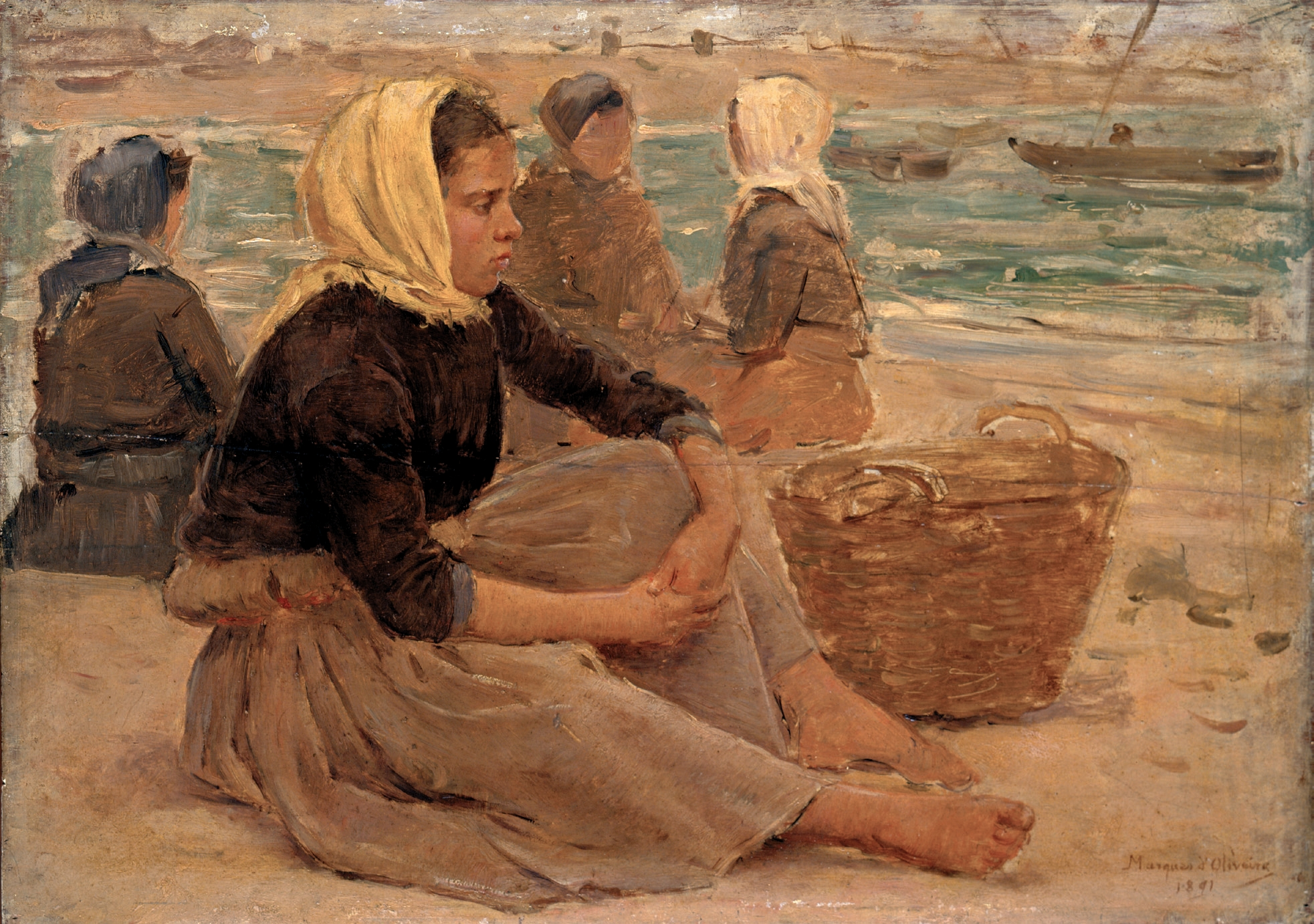
À espera dos barcos (estudo), 1891, Coleção do Museu do Chiado

O MNAC tem também o Estudo para o quadro À espera dos barcos que o artista pintaria no ano seguinte, representando num estilo naturalmente mais esboçado a mesma figura de rapariga sentada à beira-mar, vestindo uma saia comprida, camisola escura e lenço claro na cabeça, de mãos juntas descansando ao lado do joelho esquerdo, olhando em frente com um olhar inexpressivo. A seu lado tem já um cesto de vime, para descarregar o peixe, e atrás de si três figuras esboçadas, mais perto e a um mesmo nível, sentadas na areia.
Nota-se comparativamente à obra final um menor número de figuras para além da figura central da rapariga, vendo-se ainda barcos na água que depois foram retirados.
Segundo Pedro Lapa, o Estudo para o quadro que seria pintado no ano seguinte, com o mesmo título, é revelador de uma espontaneidade e síntese que o quadro final não dispõe. O confronto permite observar uma duplicidade presente na pintura oitocentista, quer por parte dos artistas, indecisos entre a tradição fiel ao virtuosismo académico e uma pintura mais radical ainda apenas intuída, quer por parte da crítica e do público, ignorantes e desfasados de uma modernidade à data já ultrapassada. Na água, os valores expressivos da pincelada assumem uma liberdade vizinha do impressionismo. Tendo estes aspectos diluídos no quadro final, coexiste a pose clássica da rapariga, que uma composição triangular confere equilíbrio estático. A pintura reflete o caráter limitado da modernidade da pintura portuguesa de oitocentos, apenas experimentada na pintura de paisagem, sem soluções relativamente à pintura da figura humana. No vértice da composição, o rosto da rapariga estabelece um alheamento do tema da obra, criando um jogo entre o presente e o ausente, usando o Pintor a dimensão lírica para ultrapassar a ausência de soluções a nível pictórico.
|  |  |
|  |  |

### Ligação externa
- Página oficial do Museu Nacional de Arte Contemporânea